# Pseudorhaphitoma calcata
Pseudorhaphitoma calcata é uma espécie de gastrópode do gênero Pseudorhaphitoma, pertencente a família Mangeliidae.